# Колодно (Мядельський район)
Колодно (біл. вёска Калодзна) — село в складі Мядельського району Мінської області, Білорусь. Село підпорядковане Свірській сільській раді, розташоване в північній частині області.